# Soba (Espanha)
Soba é um município da Espanha na comarca de Asón-Agüera, província e comunidade autónoma da Cantábria. Tem 214,2 km² de área e em 2021 tinha 1 153 habitantes (densidade: 5,4 hab./km²).

## Demografia
| Variação demográfica do município entre 1991 e 2004 [carece de fontes?] | Variação demográfica do município entre 1991 e 2004 [carece de fontes?] | Variação demográfica do município entre 1991 e 2004 [carece de fontes?] | Variação demográfica do município entre 1991 e 2004 [carece de fontes?] |
| ----------------------------------------------------------------------- | ----------------------------------------------------------------------- | ----------------------------------------------------------------------- | ----------------------------------------------------------------------- |
| 1991                                                                    | 1996                                                                    | 2001                                                                    | 2004                                                                    |
| 1856                                                                    | 1737                                                                    | 1569                                                                    | 1530                                                                    |